# Hidruro de polonio
El hidruro de polonio (también conocido como dihidruro de polonio, polonuro de hidrógeno o polano) es un compuesto químico con la fórmula PoH2. Es un líquido a temperatura ambiente, el segundo calcogenuro de hidrógeno con esta propiedad después del agua. Es muy inestable químicamente y tiende a descomponerse en polonio elemental e hidrógeno; como todos los compuestos de polonio, es altamente radiactivo. Es un compuesto volátil y muy lábil, del que se pueden derivar muchos polonidos. 

## Preparación
El hidruro de polonio no se puede producir por reacción directa de los elementos al calentarse. Otros intentos de síntesis fallidos incluyen la reacción de tetracloruro de polonio (PoCl4 ) con hidruro de litio y aluminio (LiAlH4 ), que solo produce polonio elemental, y la reacción de ácido clorhídrico con polonuro de magnesio (MgPo). El hecho de que estas síntesis no funcionen puede deberse a la radiólisis del hidruro de polonio al formarse.
Se pueden preparar trazas de hidruro de polonio haciendo reaccionar ácido clorhídrico con láminas de magnesio recubierta de polonio. Además, la difusión de trazas de polonio en paladio o platino saturado con hidrógeno puede deberse a la formación y migración del hidruro de polonio.

## Propiedades
El hidruro de polonio es un compuesto más covalente que la mayoría de los hidruros metálicos porque el polonio se extiende a ambos lados de la frontera entre los metales y los metaloides y tiene algunas propiedades no metálicas. Es intermedio entre un haluro de hidrógeno como el cloruro de hidrógeno y un hidruro metálico como el hidruro de estaño .
Debería tener propiedades similares a las del seleniuro de hidrógeno y el ácido telúrico, otros hidruros limítrofes. Es muy inestable a temperatura ambiente y debe almacenarse a por debajo del punto de fusión para evitar la reversión a polonio elemental e hidrógeno; esto se debe a que es un compuesto endotérmico, como el ácido telúrico más ligero y el seleniuro de hidrógeno, y se descompone en sus elementos constituyentes, liberando calor en el proceso. La cantidad de calor que se desprende en la descomposición del hidruro de polonio supera los 100 kJ/mol, el mayor de todos los calcogenuros de hidrógeno.
El hidruro de polonio es un líquido debido a las fuerzas de van der Waals, más no por el puente de hidrógeno por el que el agua es líquida.
Se predice que, al igual que los otros calcogenuros de hidrógeno, el polonio puede formar dos tipos de sales: polonida (que contiene el anión Po2−) y una de hidruro de polonio (que contiene –PoH, que sería el análogo del tiol, selenol y telurol). Sin embargo, no se conocen sales de hidruro de polonio. Un ejemplo de polonida es la polonida de plomo (PbPo), que se produce naturalmente cuando se forma plomo en la desintegración alfa del polonio.
Es difícil trabajar con hidruro de polonio debido a la radiactividad extrema del polonio y sus compuestos, y solo se ha preparado en cantidades de trazas muy diluidas. Como resultado, sus propiedades físicas no se conocen definitivamente. También se desconoce si el hidruro de polonio forma una solución ácida en agua como sus homólogos más ligeros, o si se comporta más como un hidruro metálico.